# Gizjigabaai
De Gizjigabaai (Russisch: Гижигинская губа; Gizjiginskaja goeba) omvat het noordwestelijke deel van de Sjelichovbaai van de Zee van Ochotsk tussen het vasteland van de oblast Magadan aan de westerzijde en het schiereiland Tajgonos aan de oosterzijde. De baai heeft een lengte van 148 kilometer en een breedte van ongeveer 260 kilometer aan de monding en 30 tot 40 kilometer in het noorden. De baai heeft een maximale diepte van 88 meter en kent een dagelijkse getijverschil van 9,6 meter. De baai is het grootste deel van het jaar bevroren.
De baai is vernoemd naar de rivier de Gizjiga, die uitstroomt in de baai. Aan de baai ligt de plaats Evensk. In het water komt Pacifische haring voor.